# From Here to Eternity (album)
Pour les articles homonymes, voir From Here to Eternity.
Albums de Giorgio Moroder
Knights in White Satin
(1976) Love's in You, Love's in Me
(1978)
From Here to Eternity est le huitième album studio de Giorgio Moroder, paru en 1977. Selon les estimations, il s'est vendu à 71 000 exemplaires en France.
La chanson-titre, sorti en single pour promouvoir l'opus, rencontre un succès en Autriche et au Royaume-Uni et se classe à la deuxième place du Hot Dance Club Songs aux États-Unis.

## Titres
| 1.    | From Here to Eternity                     | Giorgio Moroder, Pete Bellotte | 5:58 |
| 2.    | Faster Than the Speed of Love             | Giorgio Moroder, Pete Bellotte | 1:54 |
| 3.    | Los Angeles                               | Giorgio Moroder, Pete Bellotte | 2:44 |
| 4.    | Utopia - Me Giorgio                       | Giorgio Moroder, Pete Bellotte | 3:24 |
| 5.    | From Here to Eternity (Reprise)           | Giorgio Moroder, Pete Bellotte | 1:45 |
| 6.    | First Hand Experience in Second Hand Love | Giorgio Moroder, Pete Bellotte | 5:02 |
| 7.    | I'm Left, You're Right, She's Gone        | Giorgio Moroder, Pete Bellotte | 5:08 |
| 8.    | Too Hot to Handle                         | Giorgio Moroder, Pete Bellotte | 4:51 |
| 30:44 |                                           |                                |      |

## Classement
| Classement                     | Meilleure position |
| ------------------------------ | ------------------ |
| Autriche (Ö3 Austria Top 40)   | 20                 |
| États-Unis (Billboard Hot 200) | 130                |
| France (SNEP)                  | 17                 |